# Бар (Черна гора)
Вижте пояснителната страница за други значения на Бар.
Бар (на сръбски: Бар или Bar) е град, разположен на адриатическото крайбрежие на Черна гора. Населението на града наброява 13 719 души (към 2003 г.). Бар е административен център на едноименната община, чието население през 2003 година е 40 037 души. Пристанището на град Бар е най-голямото на черногорското адриатическо крайбрежие и играе важна роля в туристическата индустрия на страната.

## История
Археологически разкопки разкриват, че района на град Бар е бил населяван още от времето на неолита. Навсякъде на територията на община Бар се откриват свидетелства и останки от древните илири. Като най-голяма забележителност от тази епоха може да бъде споменат реконструирания древноримски дворец „Антипагал“, датиращ от VI век. За първи път името „Антибар“ или „Антивари“ се споменава през X век.
През 9 век градът е превзет от славяните и Бар става център на Княжество Дукля. Много от владетелите на Дукля предпочитат да резидират в Бар – например Михаил I Войслав, първият крал на Дукля, чиято титла е потвърдена в Бар, както и Константин Бодин, който след падането на Дукля прави от Бар седалище на Барска архиепархия. Поради засилващия се византийски натиск над Дукля синът на Стефан Войслав – княз Михаил, след преговори с Рим, се сдобива с кралска титла през 1077 г., което слага началото на отделянето на Дукля от византийската сфера на влияние. По-късно, следвайки примера на сина на Михаил – Бодин, през 1089 г. папата прави отново Бар седалище на архиепископия.
Византия отново управлява града в периода от 1166 до 1183, когато Стефан Неман прави внезапен военен пробив, който разрушава адриатическото крайбрежие, включително и „прочутия град Бар“, и присъединява Княжество Зета към неговата държава – Рашка. От 1443 до 1571 региона на град Бар е под управлението на Венецианската република. През Средновековието Бар е център на Южното адриатическо крайбрежие и представлява град държава, със собствен герб и право да сече собствени монети. Османците завладяват Бар през 1571 и градът остава в границите на Османската империя чак до 1878.
Италианският учен и пионер на безжичния телеграф Гилермо Маркони осъществява радиовръзка между черногорския град Бар и италианския Бари на 30 август 1904 г., а през 1908 в Бар започва строителството на първата железница в тази част на Балканите, която е пусната в експлоатация през 1913.
На 13 юли 1941 в Бар и околностите му започва въстание на югославските партизани срещу проиталианската фашистка власт, в резултат на което градът, а също и Цетине, са опожарени.

## Население
Бар е административен център на едноименната община, която включва град Сутоморе и още няколко малки градчета по адриатическото крайбрежие. Населението ѝ наброява 40 037 души (2003), а в града живеят 13 719 жители.
Изменение на населението на град Бар през годините:
- 3 март, 1981 – 6742
- 3 март, 1991 – 10 971
- 1 ноември, 2003 – 13 719

Етнически групи (1991):
- черногорци (50,90%)
- мюсюлмани по националност (13,76%)
- албанци (12,38%)
- сърби (9,79%)

Етнически групи (2003):
- черногорци (44,14%)
- сърби (24,81%)
- албанци (12,05%)
- мюсюлмани по националност (6,31%)
- бошняци (2,27%)

## Личности
Родени в Бар
- Игор Лукшич (р. 1976), политик
- Георги Петров (Петрович, 1874 – ?), опълченец от Македоно-одринското опълчение, живеещ в Плевен, 1 рота на 11 сярска дружина[1]